# Tiyikya
Tidjikja (en árabe: تجكجة) es la capital de la región de Tagant, en el centro de Mauritania, situada en la meseta de Tagant. Fundada en 1680, tiene una población de alrededor de 6000 habitantes. 
La ciudad es conocida por sus palmeras y su arquitectura popular. La ciudad dispone también de un aeropuerto. Cerca de Tidjikja se encuentran varios pueblos y aldeas: Moudjeria, Ksar el Barka, Rachid, Ksar el Khali, Uadane, Boumdeit y Serotandi.
- Datos: Q757041
- Multimedia: Tidjikja / Q757041